# For Those About to Rock (film)
For Those About to Rock: Monsters in Moscow er navnet på en film med liveoptagelser med AC/DC, Metallica, The Black Crowes, Pantera og det russiske band E.S.T.
Disse fem bands lavede historie, da de spillede til den første open-air rockfestival i det tidligere Sovjetunionen. Koncerten var et symbol på unionens nye politiske dagsorden.

## Spor
AC/DC:
1. "Back in Black" (Young, Young, Johnson)
2. "Highway to Hell" (Young, Young, Scott)
3. "Whole Lotta Rosie" (Young, Young, Scott)
4. "For Those About to Rock (We Salute You)" (Young, Young, Johnson)

The Black Crowes:
1. "Stare It Cold" (Robinson, Robinson, Cease, Colt, Gorman)
2. "Rainy Day Woman" (Dylan)

Metallica:
1. "Enter Sandman" (Hammett, Hetfield, Ulrich)
2. "Creeping Death" (Hetfield, Ulrich, Burton, Hammett)
3. "Fade to Black" (Hetfield, Ulrich, Burton, Hammett)

Pantera:
1. "Cowboys From Hell" (Anselmo, Abbott, Abbott, Brown)
2. "Primal Concrete Sledge" (Anselmo, Abbott, Abbott, Brown)
3. "Psycho Holiday" (Anselmo, Abbott, Abbott, Brown)

E.S.T. / Lokalt band:
1. "Bully"

## Eksterne Henvisninger
- For Those About to Rock på Internet Movie Database (engelsk)
- For Those About to Rock på Turner Classic Movies (engelsk)
- For Those About to Rock på The Movie Database (engelsk)

| Film | Spire Denne filmartikel er en spire som bør udbygges. Du er velkommen til at hjælpe Wikipedia ved at udvide den. |